# Кемени, Эва
Эва Кемени (So-Ky) (венг. Kemény Éva; 31 мая 1929, Будапешт — 9 октября 2011) — венгерский график.

## Биография
Эва Кемени родилась в Будапеште 31 мая 1929 года в семье Оскара Кемени и Клары Тандлих.
С 1945 по 1949 год была студентом Венгерской академии прикладного искусства в классе Белы Мольнара и Пала Михалца.
Вместе со своим мужем создавала инсталляции товарных выставок, свои графические работы и работала практически во всех сферах визуальной коммуникации, от логотипов до постеров. У её и её мужа было 94 индивидуальные выставки в Мючарноке, Национальной галерее, Историческом музее Будапешта, галерее Вигадо и других.

## Выставки
- 1966, 1972—1973, 1975—1977, 1982—1983, 1985, 1987—1988, 1993—1994, 1997 — Будапешт
- 1967, 1979 — Шаторальяуйхей
- 1973 — Печ, Татабанья
- 1974, 1981 — Москва
- 1975 — Ленинград, Таллин
- 1976, 1984 — Вац
- 1978 — Шальготарьян, Печ, Надьмарош
- 1980 — Фонёд
- 1981 — Сентендре
- 1982 — Берлин, Татабанья, Сомбатхей
- 1983 — Берлин, Лейпциг, Дессау, Шопрон
- 1985 — Прага
- 1987 — Кишкунхалаш
- 1999 — Берлин

## Произведения
- Remember 1944 (серия плакатов)
- 2000?! (экологическая выставка)
- Allergia (серия плакатов, 2003)
- Remember Holocaust (альбом с Ласло Сошем и Андрашем Мезей[венг.], 2004)

## Награды
- Премия ЮНЕСКО (1970, Варшава)
- Бронзовая медаль графической биеннале брненских художников (1970)
- Главный приз Триеннале европейского гражданского плаката (1982)
- Премия Виль-де Монс (1982)
- Будапештская премия[венг.] (1995)